# Swiss Life Arena
La Swiss Life Arena est une salle polyvalente située à Altstetten, un quartier de la ville de Zurich, en Suisse.
Depuis 2022, elle accueille notamment les matchs de l'équipe de hockey sur glace des ZSC Lions, qui évoluaient auparavant au Hallenstadion. Sa capacité maximale est de 12 000 places.

## Histoire
En septembre 2016, la construction d'une enceinte initialement prévue pour 11 600 spectateurs en configuration hockey sur glace, unihockey ou encore tennis est acceptée en votation.